# Casarabonela
Casarabonela er en by og kommune i det sydlige Spanien i provinsen Málaga. Den har et indbyggertal på 2.758 (2024) indbyggere.